# Sterechinus neumayeri
Sterechinus neumayeri is een zee-egel uit de familie Echinidae.
De wetenschappelijke naam van de soort werd in 1900 gepubliceerd door Maximilian Meissner.